# Буцковка
Буцковка, до ВОВ Буцкий (укр. Буцьківка) — село в Валковской городской общине Богодуховского района Харьковской области Украины.
Код КОАТУУ — 6321288503. Население по переписи 2001 г. составляет 177 (71/106 м/ж) человек.

## Географическое положение
Село Буцковка находится рядом с балкой Шарова Левада в которой есть несколько песчаных карьеров.
В балке берет начало река Черемушная, рядом большой лесной массив (дуб).
По селу проходит железная дорога, ближайшие станции Огульцы и Пирогова.
Рядом проходит автомобильная дорога М-03 (E 40).
К селу примыкают сёла Шаровка и Огульцы.

## История
- 1695 — дата основания.
- В 1940 году, перед ВОВ, на хуторе Буцкий были 92 двора и три ветряная мельница.[1]

## Экология
Через село проходит ЛЭП 110 кВ.

## Религия
- Община христиан веры евангельской «Благовест».